# Haus Brück (Timișoara)

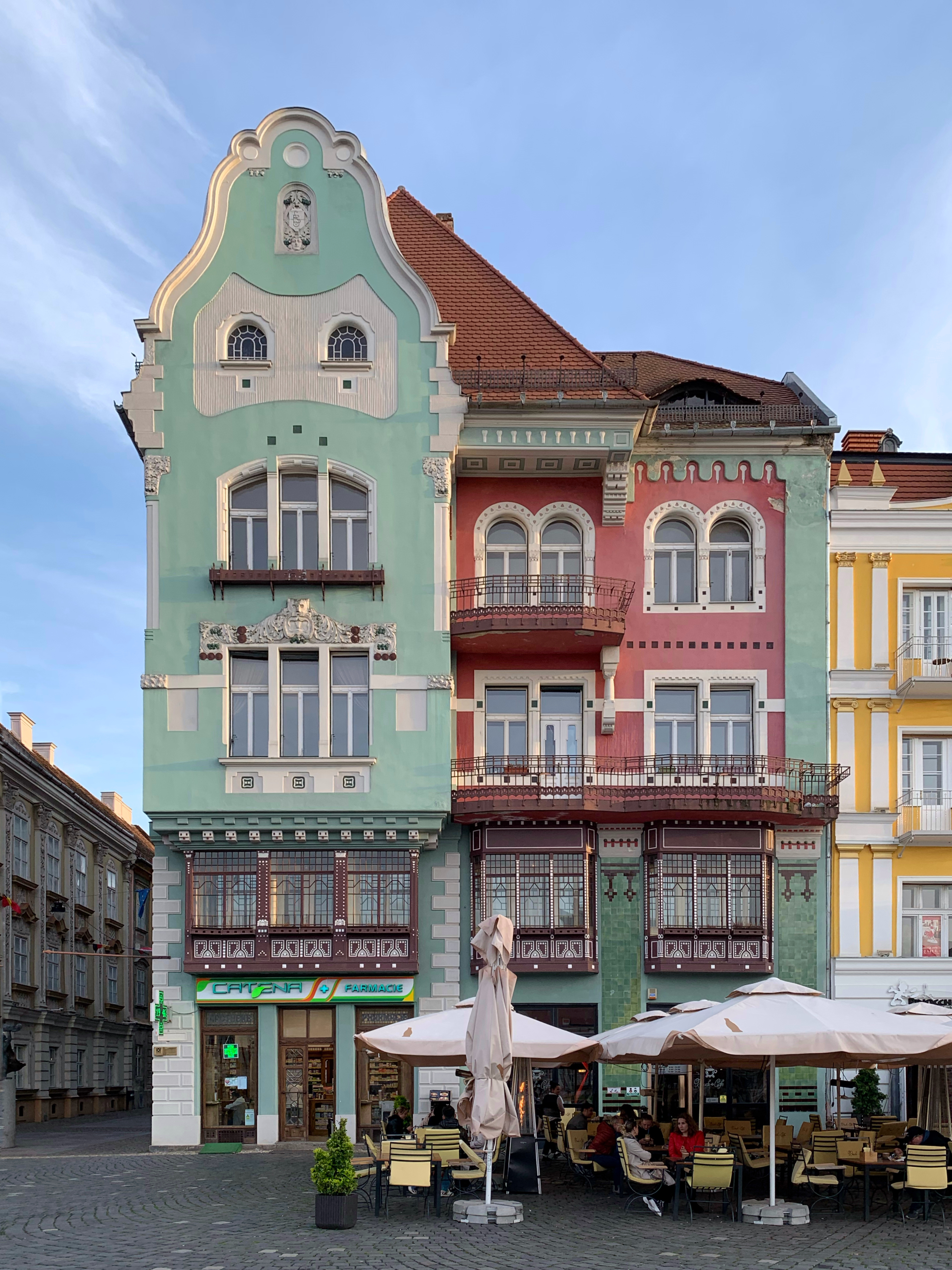
Haus Brück

Das Haus Brück (rumänisch Casa Brück oder Palatul Brück) ist ein denkmalgeschütztes dreistöckiges Gebäude am Piața Unirii der westrumänischen Stadt Timișoara. Die Adresse ist Strada Mercy Nr. 9.
Das Gebäude wurde 1910 nach Plänen des Leitenden Architekten der Stadt, László Székely, in eklektizistischem Baustil mit Elementen aus dem Barock und dem Jugendstil (Wiener Secession) errichtet.
Das Gebäude hat zwei Schauseiten, zum Domplatz und zur Mercystraße, wo das Haus Emmer anschließt.